# SN 1999fh
SN 1999fh – supernowa typu Ia odkryta 3 listopada 1999 roku w galaktyce A022758+0039. W momencie odkrycia miała maksymalną jasność 22,40m.